# Ndrek Prela
Ndrek Prela (ur. 20 marca 1920 w Barze, zm. 14 października 2011 w Szkodrze)  – albański aktor, ojciec aktora Kolë Preli.

## Życiorys
Pochodził z rodziny albańskiej, mieszkającej w Czarnogórze. W 1925 przeniósł się do Szkodry, a dwa lata później wraz z rodziną wyjechał do Argentyny, gdzie pracował jego ojciec. W 1934 z Argentyny przyjechał do Szkodry, gdzie spędził większość swojego życia. W Szkodrze zadebiutował na amatorskiej scenie teatralnej. Należał do grona założycieli Teatru Migjeni w Szkodrze w 1949 i wkrótce stał się jednym z najpopularniejszych aktorów komediowych w tym mieście. Na scenie szkoderskiej zagrał 110 ról.
Na dużym ekranie zadebiutował w 1963 niewielką rolą sanitariusza w filmie Detyre e posaçme. Potem zagrał jeszcze w 13 filmach fabularnych, w większości były to role drugoplanowe.
W 2000 za swoją działalność artystyczną został uhonorowany tytułem Zasłużonego Artysty (alb. Artist i Merituar), a także tytułem Honorowego Obywatela Szkodry. Zmarł we własnym domu w Szkodrze.
Był żonaty, miał syna Kolë (także aktora).

## Role filmowe
- 1963: Detyre e posaçme jako sanitariusz Zef
- 1965: Vitet e para
- 1966: Komisari i drites jako dziadek Dritana
- 1973: Operacioni zjarr jako ojciec Leshiego
- 1974: Shpërthimi jako Muço, ojciec Ilira
- 1975: Ne fillim te veres jako Riza Kora, ojciec Very
- 1978: Ne pyjet me bore ka jete jako Xhiko
- 1979: Emblema e dikurshme jako Lolo Shtembari
- 1979: Balonat jako dziadek Drity
- 1979: Ditet, qe sollen pranveren
- 1981: Qortimet e vjeshtes jako Braho Lusha
- 1982: Flaka e maleve
- 1984: Militanti jako Idriz
- 1990: Balada e Kurbinit